# Nadežda von Meck
Nadežda Filaretovna von Meck (rusko Надежда Филаретовна фон Мекк), ruska baronica, * 10. februar 1831, † 13. januar 1894; oba datuma po ruskem koledarju. 
Nadežda von Meck je bila premožna ruska vdova, najbolj poznana kot mecen Petra Iljiča Čajkovskega. Prav tako je finančno podpirala Nikolaja Rubinsteina in Claudea Debussyja. 
Rodila se je kot Nadežda Filaretovna Frolovska v družino z veliko zemljiške posesti. Njen oče Filaret Frolovski jo je že v mladih letih navdušil za glasbo. Leta 1847 se je poročila s Karlom von Meckom. Skupaj sta imela osemnajst otrok, od katerih jih je enajst preživelo otroštvo.
1. ↑  SNAC — 2010.